# Marcus Antonius Polemo Ier
Pour les articles homonymes, voir Polémon.
Marcus Antonius Polemo Ier Philopator  (grec : Μάρκος Αντώνιος Πολέμων), mort en 41/54  ap. J.-C., prêtre de Laodicée du Lycos, dynaste d'Olba puis roi en Cilicie. Ce personnage a été parfois confondu avec son neveu et presque homonyme Polémon II du Pont.

## Origine
Marcus Antonius Polemo est « probablement » le second fils de Polémon Ier du Pont et de la reine Pythodoris de Trallès. Son gentilice se réfère au triumvir Marc Antoine car la mère de Pythodoris de Trallès, Antonia Evergètes à Smyrne était réputée être une fille illégitime (?) d'Antoine qui avait peut être pour cette raison largement favorisé la carrière de Polémon Ier.

## Règne
Marcus Antonius Polemo est le frère cadet d'Artaxias III Zénon roi d'Arménie et le fils anonyme de Pythodoris  de Trallès évoqué par son contemporain Strabon et qui semble avoir exercé une corégence avec sa mère dans le Pont :  
M. A. Polemo débute cependant sa carrière publique  vers 15 en occupant la fonction de  prêtre éponyme de la cité de  Laodicée du Lycos berceau de sa famille paternelle. Il reçoit vers 19 en remplacement d'Ajax fils de Teucer, le sanctuaire de Zeus Olbien à  Olba en Cilicie qu'il dirige comme dynaste.
M. A. Polemo est également le tuteur de deux des enfants de sa sœur Antonia Tryphaena, Caius Julius Rhoemetalcès et Pythodoris II. En 41 alors que l'union de son autre nièce Gepaepyris avec Aspourgos du Bosphore  avait mis définitivement fin aux prétentions de sa famille sur le royaume du Bosphore. Il reçoit en compensation de l'empereur Claude le titre de roi en Cilicie.
Marcus Antonius Polemo Ier meurt à une date indéterminée entre 41 et 54 ap. J.-C.

## Union et postérité
D'une union inconnue Marcus Antonius Polemo Ier est le père de : 
- Marcus Antonius Polemo II (mort vers 69/72) dynaste d'Olba et roi en Cilicie entre 54-69/72[5].

Et sans doute aussi de 
- Marcus Antonius Polemo Zénon Philopappos (mort vers 54/68) prêtre de Laodicée du Lycos en 41-54/68  et possible arrière grand-père du célèbre rhéteur Polémon de Laodicée[6].